# Didymoglossum pinnatinervium
Didymoglossum pinnatinervium är en hinnbräkenväxtart som först beskrevs av Jenm., och fick sitt nu gällande namn av Pichi-serm. Didymoglossum pinnatinervium ingår i släktet Didymoglossum och familjen Hymenophyllaceae. Inga underarter finns listade.